# 明治国際医療大学
明治国際医療大学（めいじこくさいいりょうだいがく、英語: Meiji University of Integrative Medicine）は、京都府南丹市に本部を置く日本の私立大学。2007年度まで大学名を明治鍼灸大学（めいじしんきゅうだいがく、英語: Meiji University of Oriental Medicine）と称しており、2008年4月1日より現校名に改称した。

## 概観

### 大学全体
鍼灸を教育する日本初の4年制大学であり、大学院を設置したのも最初である。また、本格的な附属病院を併設する唯一の鍼灸大学でもある。現在は、はり師およびきゅう師の資格取得が可能な鍼灸学部鍼灸学科に加えて、柔道整復師の取得が可能な保健医療学部柔道整復学科（2004年設立）、および看護師の取得が可能な看護学部看護学科（2006年設立）、救急救命士の取得が可能な保健医療学部救急救命学科（2017年設立）が併設されている。現在、有機農業に特化した農学部の新設がすすめられている。
KBS京都など各局では、「医療は嘘をつかない。あなたにも、私にも」と言うキャッチコピーの、同学のイメージCMが放映されている。
旧校名（明治鍼灸大学）時代も含めて校名に『明治』の元号名が冠されているが、沿革は創基まで遡っても大正14年が最古であり、校名と「明治」に繋がりは無い。

## 沿革

### 年表
- 1925年 山崎鍼灸学院創設
- 1927年 明治鍼灸学院と改称
- 1930年 明治鍼灸学校を開校
- 1959年 明治鍼灸専門学校を再建
- 1961年 明治鍼灸柔道整復専門学校と改称
- 1978年 明治鍼灸短期大学開学
- 1982年 明治鍼灸短期大学附属東洋医学研究所開設
- 1983年 明治鍼灸大学開学
- 1987年 明治鍼灸大学附属病院開院。明治鍼灸大学附属メディカルMRセンター開設
- 1989年 明治鍼灸大学附属鍼灸治療所を附属鍼灸センターに改称し、附属病院横に移設
- 1991年 明治鍼灸大学大学院鍼灸学研究科修士課程開設
- 1992年 明治鍼灸柔道整復専門学校を明治東洋医学院専門学校と改称
- 1994年 明治鍼灸大学大学院鍼灸学研究科博士後期課程設置
- 2002年 明治鍼灸大学医療技術短期大学部開学（2005年度より募集停止）
- 2004年 明治鍼灸大学保健医療学部柔道整復学科設置
- 2006年 明治鍼灸大学看護学部看護学科開設
- 2008年 明治国際医療大学に名称変更
- 2010年 明治国際医療大学附属統合医療センター開設
- 2011年 明治国際医療大学大学院鍼灸学研究科臨床鍼灸学専攻修士課程、鍼灸学専攻通信教育課程修士課程開設
- 2015年 京都桂川鍼灸院mythos361、京都駅前鍼灸院を開設（2022年8月31日閉院）
- 2017年 保健医療学部救急救命学科開設

## 教育および研究

### 組織

#### 学部
- 鍼灸学部
  - 鍼灸学科
- 保健医療学部
  - 柔道整復学科
  - 救急救命学科
- 看護学部
  - 看護学科

#### 大学院
- 鍼灸学研究科
  - 鍼灸学専攻（修士課程・通学制）
    - I.伝統鍼灸学
    - II.鍼灸基礎医学
    - III.鍼灸臨床医学
    - IV.ヘルスサイエンス鍼灸学

  - 臨床鍼灸学専攻（修士課程・通学制）
    - I.伝統鍼灸学
    - II.鍼灸基礎医学
    - III.鍼灸臨床医学
    - IV.ヘルスサイエンス鍼灸学

  - 鍼灸学専攻（修士課程・通信制）
    - I.伝統鍼灸学
    - II.鍼灸基礎医学
    - III.鍼灸臨床医学
    - IV.ヘルスサイエンス鍼灸学

  - 鍼灸学専攻（博士課程・通学制）
    - I.伝統鍼灸学
    - II.鍼灸基礎医学
    - III.鍼灸臨床医学

#### 附属施設
- 明治国際医療大学附属病院
- 明治国際医療大学附属鍼灸センター
- 明治国際医療大学附属統合医療センター
- 明治国際医療大学京都駅前鍼灸院
- 明治国際医療大学桂川鍼灸院
- 明治国際医療大学きららの湯若狭鍼灸院
- 東洋医学研究所
- 図書館

### 教育

#### 鍼灸学部
鍼灸学部における教育内容は、主に基礎医学、現代医学、東洋医学の3分野に大別される。基礎医学および現代医学は医学部教育に準じたカリキュラムで、学術提携を行っている京都府立医科大学から赴任した教員が多い。
東洋医学のカリキュラムは、次の3つに大別される。
- 鍼灸の科学的な作用メカニズム仮説
- 伝統的な東洋医学理論
陰陽五行思想など中国の古典思想と代表的な古典文献、文化大革命後に中国で再編された現代中医学、日本発の流派である経絡治療などを網羅的に学習する。
- 臨床で用いる治療手法および理論
現代医学的鍼灸治療（解剖学・神経生理学・整形外科学などによって形成された治療法）と、現代中医学あるいは古典をベースとした鍼灸治療を学習する。

教育カリキュラムの意見対立
東洋医学理論の網羅的学習について、教員および卒業生の間で、「東洋医学の全体像を俯瞰させ、自らの意志で専門分野を選び、広い視野と幅広い見識を持った医療人を育成するべき」という意見と、「一つの治療技術（例えば中医学）に深く習熟した東洋医学の専門家を育成すべき」という意見の対立がある。現時点でのカリキュラム作成には前者の考え方が強く反映されている。
国家試験受験資格
鍼灸学科3学年修了時に鍼灸師（はり師・きゅう師）の国家試験受験資格が与えられ国家試験を受験できるという大きな特徴があり、4学年次は有資格者として授業や実習に臨む。
研究領域
鍼灸学研究で世界的に通用する英語論文の数は未だ多くない。このため、英語論文数を増やす積極的な取り組みが試みられている。
大学院
明治国際医療大学は、鍼灸の大学院修了者（修士・博士）を輩出する機関である。
- 1類
基礎医学的な研究コース
- 2類
臨床専門のコース。併設する附属病院で臨床研修と臨床研究を行う。

## 対外関係
- 2018年7月 国士舘大学と「大学間連携に関する包括協定」を締結。
- 2018年11月 東京有明医療大学と「大学間連携に関する包括協定」を締結。

## Wiki関係他プロジェクトリンク
ウィキメディア・コモンズには、明治国際医療大学に関するカテゴリがあります。